# Mads Glæsner
 Mads Glæsner, né le 18 octobre 1988, est un nageur danois.

## Biographie
Initialement troisième du 400 mètres nage libre et vainqueur du 1 500 mètres nage libre des Championnats du monde en petit bassin 2012, Glæsner est déclassé après un contrôle antidopage positif réalisé après le 400 mètres nage libre. Toutefois, le 4 février 2014, à la suite d'une décision du Tribunal arbitral du sport, sa médaille d'or obtenue au 1 500 mètres nage libre lui est restituée notamment pour le fait qu'un contrôle effectué après cette course s'était révélé négatif. Il est toujours privé de la médaille de bronze du 400 m nage libre, n'ayant pas fait appel.

## Palmarès

### Championnats du monde
|          |                                   |              |                |                    |               |
| Médaille | Compétition                       | Épreuve      | Temps          | Lieu               | Date          |
| Or       | Ch. du monde en petit bassin 2012 | 1 500 mètres | 14 min 26 s 74 | Istanbul (Turquie) | décembre 2012 |
| Argent   | Ch. du monde en petit bassin 2010 | 1 500 mètres | 14 min 29 s 52 | Dubaï (E.A.U.)     | décembre 2010 |

### Championnats d'Europe
|          |                                   |              |                |                    |      |
| Médaille | Compétition                       | Épreuve      | Temps          | Lieu               | Date |
| Argent   | Ch. d'Europe en petit bassin 2011 | 1 500 mètres | 14 min 29 s 88 | Szczecin (Pologne) | 2011 |
| Argent   | Ch. d'Europe en petit bassin 2011 | 400 mètres   | 3 min 39 s 30  | Szczecin (Pologne) | 2011 |
| Bronze   | Ch. d'Europe en petit bassin 2008 | 400 mètres   | 3 min 39 s 77  | Rijeka (Croatie)   | 2008 |
| Bronze   | Ch. d'Europe en petit bassin 2009 | 400 mètres   | 3 min 36 s 82  | Istanbul (Turquie) | 2009 |
| Bronze   | Ch. d'Europe en petit bassin 2009 | 1 500 mètres | 14 min 26 s 74 | Istanbul (Turquie) | 2009 |

## Meilleurs temps personnels
Les meilleurs temps personnels établis par Mads Glæsner dans les différentes disciplines sont détaillés ci-après.
| Épreuve          | Temps          | Compétition                            | Lieu          | Date        |
| 50 m Libre       | 24 s 22        | Lyngby Open Stadion                    | Lyngby        | 23 jan 2009 |
| 100 m Libre      | 51 s 69        | Grand Prix 2 / East                    | Ballerup      | 1 mar 2009  |
| 200 m Libre      | 1 min 46 s 94  | Danish Open Championships              | Esbjerg       | 9 avr 2009  |
| 400 m Libre      | 3 min 44 s 40  | Championnats du monde de natation 2009 | Rome (Italie) | 26 jul 2009 |
| 800 m Libre      | 7 min 52 s 18  | Championnats du monde de natation 2009 | Rome (Italie) | 28 jul 2009 |
| 1500 m Libre     | 14 min 58 s 55 | Championnats Open du Danemark          | Esbjerg       | 10 avr 2009 |
| 50 m Dos         | 3 min 1 s      | Lyngby Open                            | Lyngby        | 27 jan 2006 |
| 100 m Dos        | 1 min 3 s 59   | Championnats du Danemark               | Esbjerg       | 4 jul 2004  |
| 200 m Dos        | 2 min 16 s 08  | Lyngby Open                            | Lyngby        | 28 jan 2006 |
| 50 m Brasse      | 33 s 27        | Grand Prix 2 / East                    | Ballerup      | 27 fév 2009 |
| 50m Papillon     | 25 s 91        | Lyngby Open Stadion                    | Lyngby        | 23 jan 2009 |
| 100 m Papillon   | 56 s 64        | Lyngby Open Stadion                    | Lyngby        | 25 jan 2009 |
| 200 m Papillon   | 2 min 4 s 36   | Lyngby Open Stadion                    | Lyngby        | 24 jan 2009 |
| 200 m 4 Nages    | 2 min 7 s 20   | Grand Prix 2 / East                    | Ballerup      | 1 mar 2009  |
| 400 m 4 Nages    | 4 min 35 s 57  | Grand Prix 2 / East                    | Ballerup      | 28 fév 2009 |
| 100 m Libre Laps | 49 s 79        | Danish Open Championships              | Esbjerg       | 12 avr 2009 |
| 200 m Libre Laps | 1 min 50 s 90  | DM-L og DJM-L og Danish Open           | Arhus         | 11 jul 2007 |

| Épreuve             | Temps          | Compétition                                            | Lieu                 | Date        |
| 50 m Libre          | 24 s 25        | Wonderful Copenhagen Challenge                         | Koebenhavn           | 15 nov 2007 |
| 100 m Libre         | 49 s 09        | Dm-K Og Djm-K                                          | Odense               | 25 oct 2009 |
| 200 m Libre         | 1 min 43 s 77  | FINA: World Cup No 4 - 2009 Series                     | Berlin (GER)         | 15 nov 2009 |
| 400 m Libre         | 3 min 36 s     | Championnats d'Europe de natation en petit bassin 2009 | Istanbul (Turquie)   | 10 déc 2009 |
| 800 m Libre         | 7 min 39 s 45  | Championnats d'Europe de natation en petit bassin 2009 | Istanbul (Turquie)   | 12 déc 2009 |
| 1500 m Libre        | 14 min 26 s 74 | Championnats d'Europe de natation en petit bassin 2009 | Istanbul (Turquie)   | 12 déc 2009 |
| 100 m Dos           | 1 min 1 s 34   | Nordic Junior Championships                            | Laugardalslaug (ISL) | 3 déc 2005  |
| 200 m Dos           | 2 min 7 s 69   | Oeresund Swim Cup                                      | Kastrup              | 24 sep 2005 |
| 200 m Brasse        | 2 min 18 s 05  | Dm-K Og Djm-K                                          | Odense               | 24 oct 2009 |
| 100 m Papillon      | 56 s 21        | 18th International Meeting - IMU                       | Uster (SUI)          | 1 fév 2009  |
| 200m Papillon       | 1 min 56 s 06  | DM-H Svoemmeligaen                                     | Kastrup              | 18 avr 2009 |
| 200 m 4 Nages       | 2 min 0 s 27   | Dm-K Og Djm-K                                          | Odense               | 22 oct 2009 |
| 400 m 4 Nages       | 4 min 17 s 02  | Dm-K Og Djm-K                                          | Odense               | 23 oct 2009 |
| 50 m Libre Laps     | 22 s 19        | Championnats d'Europe de natation en petit bassin 2009 | Istanbul (Turquie)   | 13 déc 2009 |
| 100 m Libre Laps    | 48 s 92        | Dm-K Og Djm-K                                          | Odense               | 23 oct 2009 |
| 200 m Libre Laps    | 1 min 48 s 59  | DM-K og DJM-K                                          | Greve                | 25 oct 2007 |
| 100 m Papillon Laps | 56 s 85        | Danish Team Championships: ...                         | Aalborg              | 14 avr 2007 |